# 德川千代姬
德川千代姬（1637年—1698年），父親是德川幕府三代將軍德川家光，母親為側室阿振之方（自証院）。尾張德川家第二代德川光友的正室，尾張第三代德川綱誠和高須松平家初代松平義孝的生母。

## 生涯
千代姬的生母阿振之方，本名為岡振（岡氏），是蒲生家臣岡重政之子吉右衛門的女兒，由於重政之妻，阿振的祖母是石田三成在關原會戰後倖存下來的女兒，因此千代姬算得上是石田三成的後代
據說德川家光在早年不接近女色，且喜好男色。家光的乳母春日局便將阿振安排在家光的身旁，希望他能喜歡上女子。寬永十四年（1637年）閏三月五日，阿振產下一女，此女便是家光第一個孩子千代姬，而當時的家光已經三十四歲了。同年七月十六日宮參，由天海僧正命名為「千代姬君」（君是尊稱）。寬永十五年（1638年）二月二十日，與尾張德川家的繼承人德川光友（初代藩主徳川義直之子）定親。
千代姬的生母阿振在她三歲那年去世，而在同年，寬永十六年（1639年）九月二十一日，千代姬嫁給長自己十二歲的光友，由於千代姬當時是家光唯一的孩子，她得到十分貴重的嫁妝，到目前還存放於德川美術館。
千代姬的後半生並沒有很詳細的記載，只知道承應元年（1652年）生下長子德川綱誠（光友次子）。承應三年（1654年），異說明曆元年（1655年）生下長女豐姬，但是豐姬在明曆元年夭折。明曆二年（1656年）生下次子松平義行。明曆四年（萬治元年，1658年）生下次女直姬，直姬後來成為四代將軍家綱的養女，但在寬文元年（1661年）便早逝了。
之後，千代姬收養光友和側室所生的長子松平義昌（陸奧國梁川藩主）和十一子松平友著（川田久保松平家當主）為養子。
元祿十一年（1698年），千代姬比丈夫光友、長子綱誠早一步離世，享年六十一歲，法名靈仙院，葬於增上寺。翌年，元祿十二年（1699年）其子綱誠去世，再隔一年的元祿十三年（1700年），光友亦離世。
平成八年（1996年），德川美術館所收藏的千代姬所用的婚禮調度（初音調度和其他調度、文書類）被指定為國寶。
戒名：靈仙院長譽慈光松月大姊。

### 子女
- 長子：綱誠（1652年~1699年）三代藩主，光友次子
- 長女：豐姬（1655年）早夭，法名玉光院
- 次子：義行（1656年~1715年）高須藩藩主，光友三子
- 次女：直姬（1658年~1661年）四代將軍德川家綱的養女。早夭，法名冬晃院晴覺幻大童女

### 養子
- 松平義昌（生母樋口氏，光友的長子，但是在系圖上通常記做三子）
- 松平友著（生母鈴木氏，光友的十一子，八代藩主德川宗勝父）